# Comune di Assens (Danimarca)
Il comune di Assens (in danese Aabenraa Kommune) è un comune della Danimarca situato nella regione della Danimarca Meridionale (Syddanmark) e in particolare sull'isola di Fionia (Fyn).
Capoluogo e sede amministrativa è la città omonima.
In seguito alla riforma amministrativa del 1º gennaio 2007 il comune è stato riformato accorpando i precedenti comuni di Glamsbjerg, Haarby, Tommerup, Vissenbjerg e Aarup.

## Centri abitati
I centri abitati principali del comune sono:
- Assens (6 001)
- Glamsbjerg (3 356)
- Aarup (3 246)
- Vissenbjerg (3 246)
- Haarby (2 501)